# 佛蒙特共和国

佛蒙特共和国国旗

佛蒙特共和国（英語：Vermont Republic），是指1777年-1791年位於新英格蘭的一個共和制主權國家。1779年，佛蒙特地區的28个城決定從英屬的新罕布什爾省和紐約省獨立，廢除本地的奴隸制。佛蒙特人加入美國革命，認為自己是合眾國公民，但因为紐約州代表的激烈反對，開始大陸會議並沒有承認佛蒙特的地位。佛蒙特轉而尋求加入英屬魁北克省，但没有成功。1791年，佛蒙特正式加入合眾國，成為第14個州佛蒙特州。
1763年巴黎條約結束了法國印第安人戰爭，北美洲的一些地區被割讓給英國。在一個早期美國的一場革命（爆發於1775年）伊顿·阿伦和綠山男孩與英國作戰，後於1777年在佛蒙特州成立一個獨立共和國。
佛蒙特共和国成立後的頭六個月，亦稱為新康涅狄格，有些人亦稱它為綠山共和國。